# کاساله دی سکودوزیا
کاساله دی سکودوزیا (به ایتالیایی: Casale di Scodosia) یک کومونه در ایتالیا است که در استان پادووا واقع شده‌است.

## خصوصیات
کاساله دی سکودوزیا ۲۱٫۲ کیلومترمربع مساحت و ۴٬۸۴۰ نفر جمعیت دارد.